# منازل انجلترا
منازل انجلترا هي هيئة عامة غير إدارية تقوم بتمويل الإسكان الجديد بأسعار معقولة في إنجلترا . تأسست في 1 يناير 2018 لتحل محل وكالة المنازل والمجتمعات ( HCA ). تم إنشاء وكالة المنازل والمجتمعات بدورها بموجب قانون الإسكان والتجديد لعام 2008 كواحدة من الهيئات التي خلفت مؤسسة الإسكان ، وبدأت عملها في 1 ديسمبر 2008 

== مراجع خارجية
1. ↑  Inside Housing: New agencies will face 'huge challenges'

```
==
```

## روابط خارجية
- الموقع الرسمي

قالب:Communities and Local Government